# Cyrtocymura
 Cyrtocymura  H.Rob. è un genere di piante angiosperme dicotiledone della famiglia delle Asteraceae.

## Etimologia
Il nome scientifico del genere è stato definito per la prima volta dal botanico Harold Ernest Robinson (1932-2020) nella pubblicazione " Proceedings of the Biological Society of Washington" ( Proc. Biol. Soc. Washington 100(4): 849) del 1987.

## Descrizione

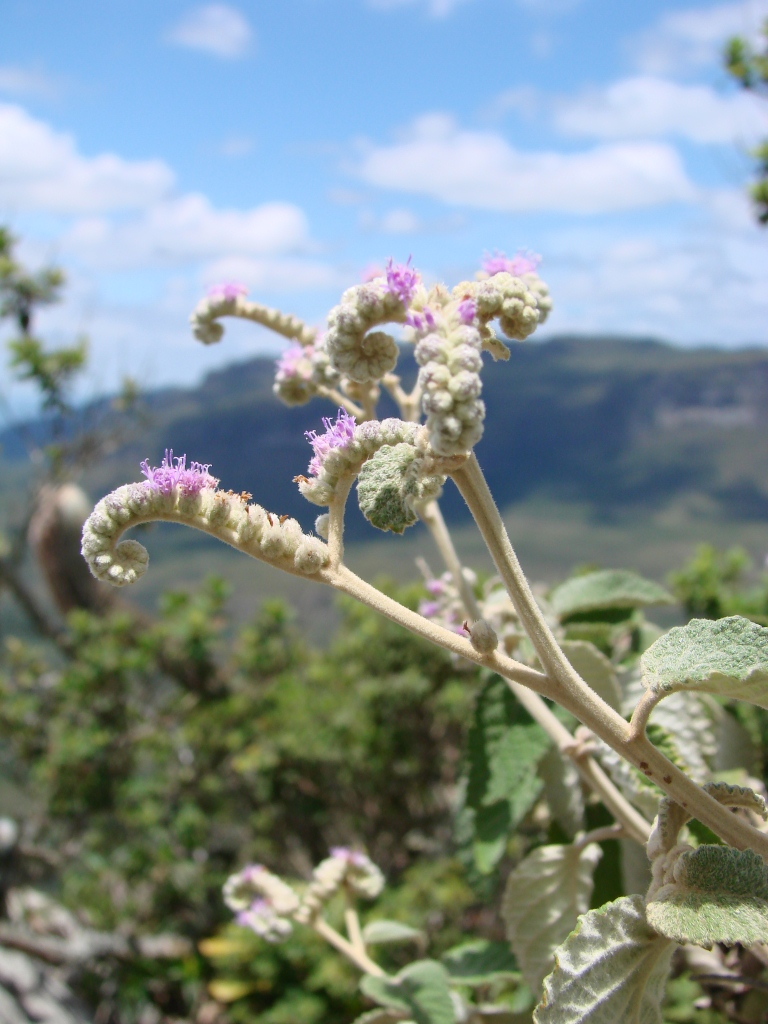
Il portamento
Cyrtocymura scorpioides

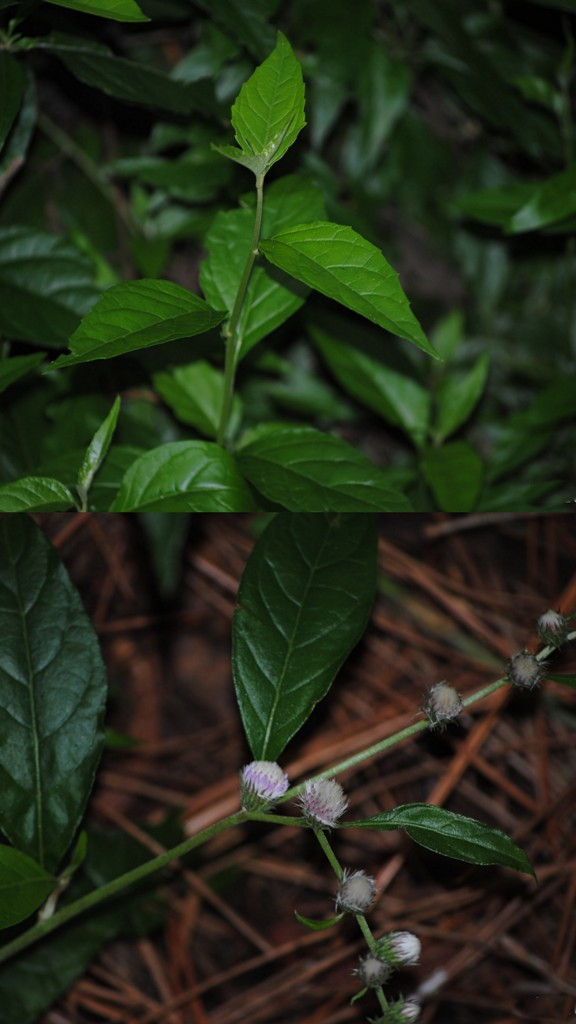
Le foglie
Cyrtocymura scorpioides

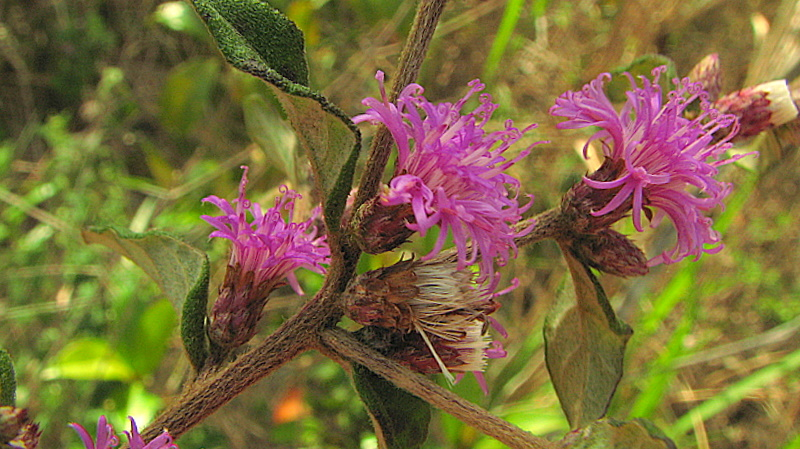
Infiorescenza
Cyrtocymura scorpioides

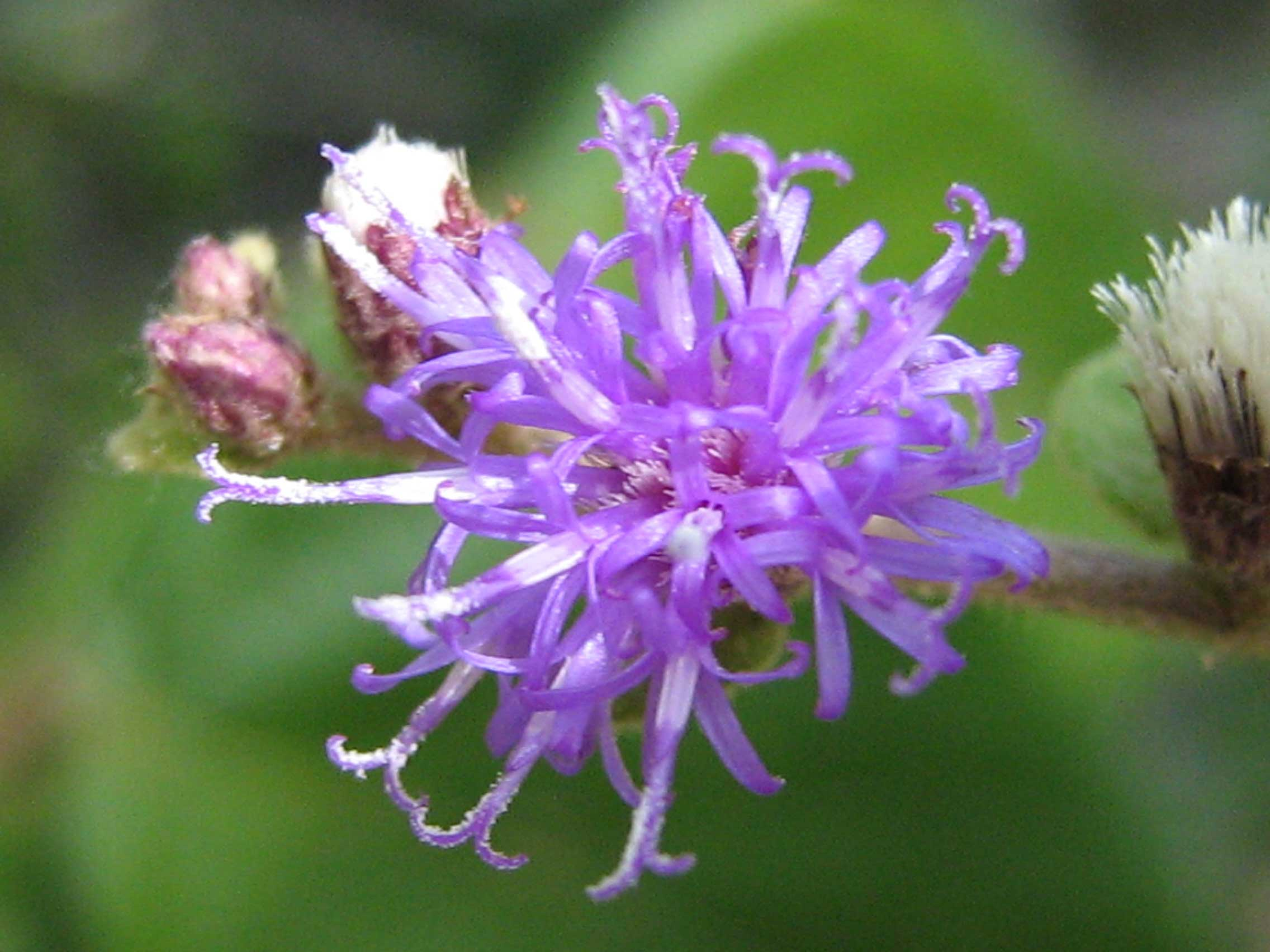
I fiori
Cyrtocymura scorpioides

L'habitus delle specie di queste piante è di tipo erbaceo con superfici sia glabre che pubescenti per peli semplici. La parte ipogea del fusto può essere un rizoma o anche tuberosa. Gli organi interni di queste piante contengono lattoni sesquiterpenici.
Le foglie, picciolate, lungo il fusto sono disposte in modo alterno. La lamina è intera a forma più o meno lanceolata con apici acuti. I margini sono interi o largamente appena dentati. La superficie è sericea. Le venature sono di tipo pennato.
Le infiorescenza, terminali oppure ascellari, sono composte da capolini separati raccolti in formazioni tirsoidi-cimose o seriali. I capolini (sessili e decidui dopo l'antesi) sono composti da un involucro formato da 30 - 40 brattee embricate in circa 3 serie che fanno da protezione al ricettacolo sul quale s'inseriscono i fiori tubulosi. Le brattee più interne sono persistenti; a volte sono mucronate. Il ricettacolo, piatto, è privo di pagliette (ossia è nudo).
I fiori, da 14 a 30 per capolino, sono tetra-ciclici (ossia sono presenti 4 verticilli: calice – corolla – androceo – gineceo) e pentameri (ogni verticillo ha in genere 5 elementi). I fiori sono inoltre ermafroditi e actinomorfi (raramente possono essere zigomorfi).
- Formula fiorale:

*/x K {\displaystyle \infty }, [C (5), A (5)], G 2 (infero), achenio
- Calice: i sepali del calice sono ridotti ad una coroncina di squame.
- Corolla: le corolle sono formate da un tubo terminante in 5 regolari lobi; il colore è più o meno lavanda; la superficie è sericea; i lobi possono essere incurvati all'esterno.
- Androceo: gli stami sono 5 con filamenti liberi e distinti, mentre le antere sono saldate in un manicotto (o tubo) circondante lo stilo.[11] Le antere, sagittate, hanno la base arrotondata. Le appendici delle antere hanno le pareti sottili, spesso con ghiandole o peli. Il polline è triporato (con tre aperture di tipo isodiametrica o poro), è echinato (con punte) e non è  "lophato".[12]
- Gineceo: lo stilo è filiforme e provvisto di nodi. Gli stigmi dello stilo sono due divergenti e smussati con la superficie stigmatica posizionata internamente (vicino alla base). La pubescenza è del tipo a spazzola con peli appuntiti.[13] L'ovario è infero uniloculare formato da 2 carpelli.

I frutti sono degli acheni con pappo. Gli acheni, a forma cilindrica o prismatica e con 10 coste (non sono bicornuti e raramente compressi), hanno la superficie setolosa. All'interno si può trovare del tessuto di tipo idioblasto e rafidi subquadrati allungati; non è presente il tessuto tipo fitomelanina. Il pappo, persistente, è formato da setole capillari (esternamente da squamelle).

## Biologia
- Impollinazione: l'impollinazione avviene tramite insetti (impollinazione entomogama tramite farfalle diurne e notturne).
- Riproduzione: la fecondazione avviene fondamentalmente tramite l'impollinazione dei fiori (vedi sopra).
- Dispersione: i semi (gli acheni) cadendo a terra sono successivamente dispersi soprattutto da insetti tipo formiche (disseminazione mirmecoria). In questo tipo di piante avviene anche un altro tipo di dispersione: zoocoria. Infatti gli uncini delle brattee dell'involucro si agganciano ai peli degli animali di passaggio disperdendo così anche su lunghe distanze i semi della pianta.

## Distribuzione e habitat
Le piante di questo gruppo sono distribuite in Messico, Brasile e Argentina.

## Tassonomia
La famiglia di appartenenza di questa voce (Asteraceae o Compositae, nomen conservandum) probabilmente originaria del Sud America, è la più numerosa del mondo vegetale, comprende oltre 23.000 specie distribuite su 1.535 generi, oppure 22.750 specie e 1.530 generi secondo altre fonti (una delle checklist più aggiornata elenca fino a 1.679 generi). La famiglia attualmente (2021) è divisa in 16 sottofamiglie.

### Filogenesi
Le piante di questo gruppo appartengono alla sottotribù Vernoniinae descritta all'interno della tribù Vernonieae Cass. della sottofamiglia Vernonioideae Lindl.. Questa classificazione è stata ottenuta ultimamente con le analisi del DNA delle varie specie del gruppo. Da un punto di vista filogenetico in base alle ultime analisi sul DNA la tribù Vernonieae è risultata divisa in due grandi cladi: Muovo Mondo e Vecchio Mondo. I generi di Vernoniinae appartengono al clade relativo all'America.
La sottotribù, e quindi i suoi generi, si distingue per i seguenti caratteri:
- le appendici delle antere hanno le pareti sottili, spesso con ghiandole o peli;
- il polline può essere "lophato", ma anche non "lophato".

Nell'ambito della tribù il gruppo delle Vernoniinae (insieme alle sottotribù Chrestinae e Lychnophorinae) è stato uno degli ultimi a evolversi (occupa quindi una posizione vicina al "core" della tribù). Questo genere rende la sottotribù non monofiletica in quanto, dal resto della sottotribù, da un punto di vista filogenetico, è separato dai generi Lepidaploa, Lessingianthus, Soaresia (e altre entità) di altre sottotribù. In precedenza la tribù Vernonieae, e quindi la sottotribù di questo genere (Vernoniinae), era descritta all'interno della sottofamiglia Cichorioideae.
I caratteri distintivi per le specie di questo genere ( Cyrtocymura) sono:
- i piccioli delle foglie sono strettamente inseriti nei rami;
- i capolini più vecchi sono decidui e lasciano solamente alcune brattee persistenti;
- le setole del pappo non sono clavate all'apice;
- le code delle teche delle antere non sono sclerificate;
- gli idioblasti sporgono dalla superficie degli acheni.

Il numero cromosomico delle specie di questo genere è: 2n = 34.

### Elenco delle specie
Questo genere ha 6 specie:
- Cyrtocymura cincta (Griseb.) H.Rob.
- Cyrtocymura harleyi  (H.Rob.) H.Rob.
- Cyrtocymura lanuginosa  (Gardner) H.Rob.
- Cyrtocymura mattos-silvae  (H.Rob.) H.Rob.
- Cyrtocymura saepium  (Ekman) H.Rob.
- Cyrtocymura scorpioides  (Lam.) H.Rob.